# 以色列國防軍發言人部隊
以色列國防軍發言人部隊（希伯來語：דוב צה"ל，羅馬化：Dover Tsahal，縮寫Dotz）是以色列國防軍作戰局中所屬單位，負責信息政策和媒體關係。該單位由一名准將发言人（兼總参谋部成員）、以及一名上校副發言人組成。

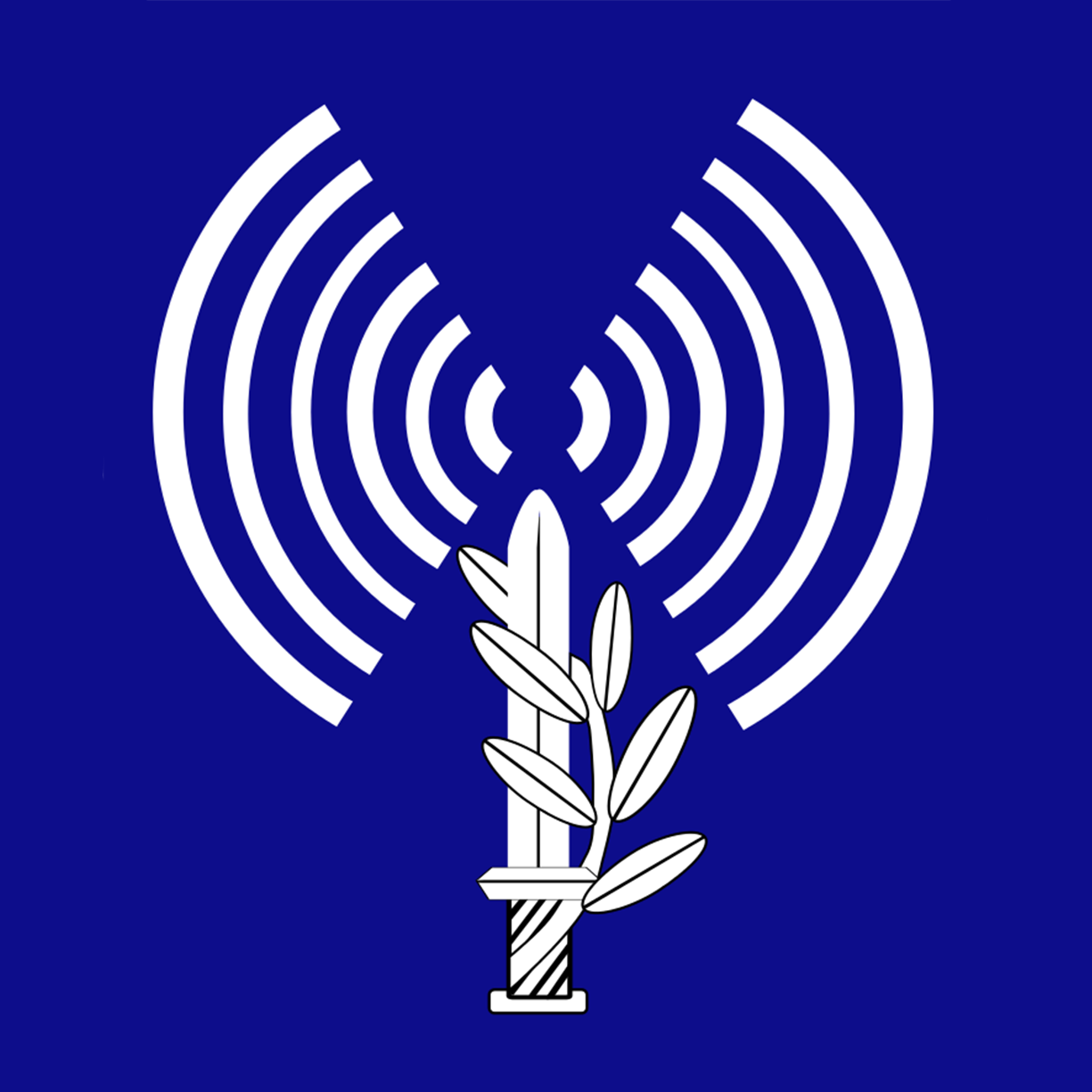
单位标志

## 任务及目标
以色列国防军发言人负责以色列国防军和平时期和战时的信息政策和媒体关系。根据其使命声明，该单位的目的是“向以色列和国际公众报告以色列国防军的成就和活动，培养公众对以色列国防军的信心，并作为以色列国防军在公共关系和向公众发布信息方面的主要专业权威”。
以色列国防军发言人的设立是为了充当以色列国防军与国内外媒体和公众之间的联络人。该单位履行多种职能，包括担任以色列国防军对国内外媒体的发言人、制定和实施以色列国防军公共关系政策、向公众传播军事相关信息、指导以色列国防军人员处理与公共关系有关的事务、制定以色列国防军公共关系政策、与媒体机构保持联系并陪同他们参加军事活动。该部门为约500家媒体机构以及2500名记者和文職特工提供服务，每月处理2000多个询问。
该单位也是以色列在外交方面的重要参与者。2015年，以色列国防军的战略中提到利用媒体力量。经济、法律、媒体和政治方面与军事战斗同样被视为战略的一部分。自2008年以来，以色列国防军持续在社交媒体方面投资，以在最重要的社交媒体平台上拥有强大的影响力。此外，以色列国防军的英语Facebook页面是全球最受关注的军队社交媒体之一。

## 历任发言人

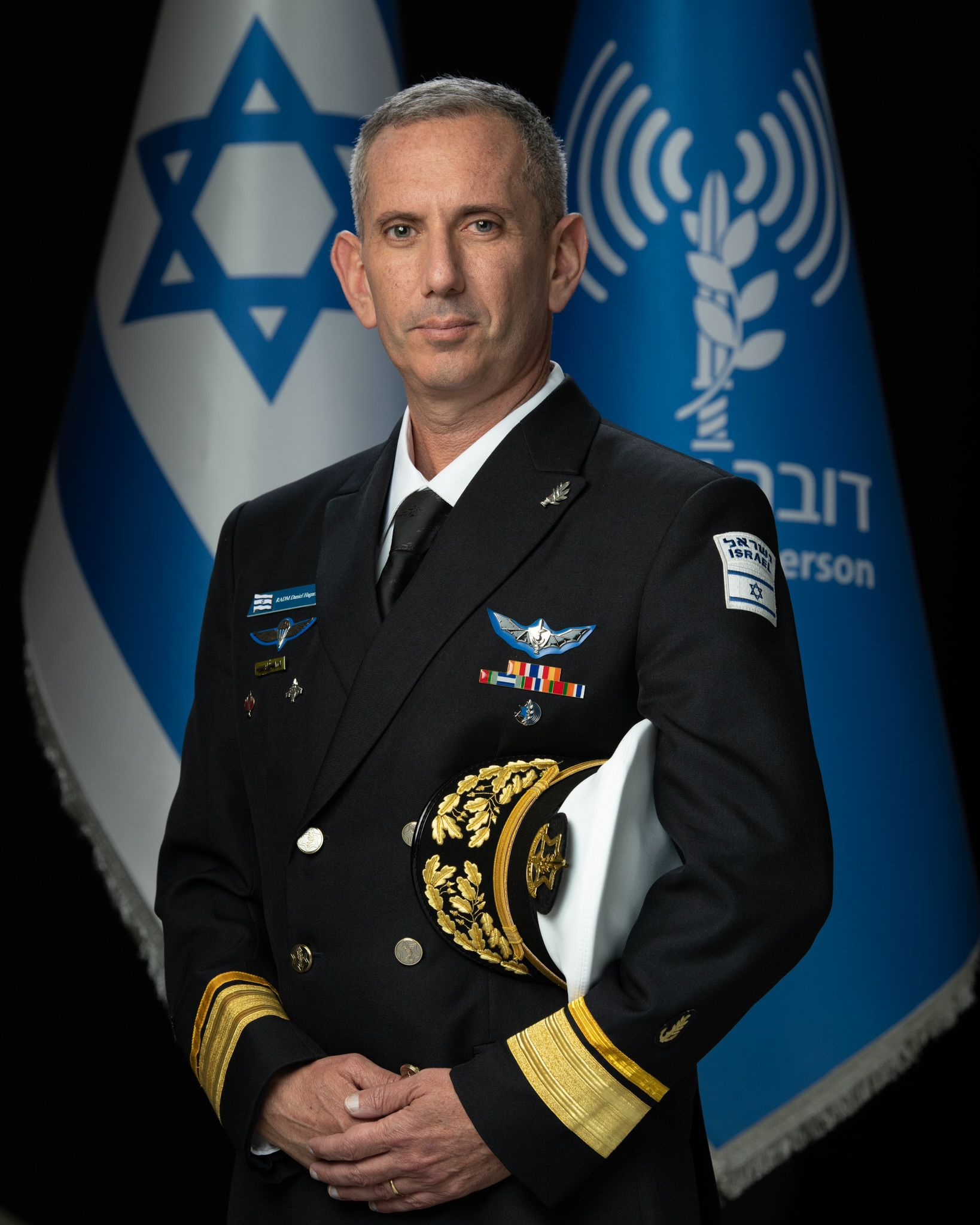
丹尼尔·哈加里海軍准將曾任发言人

- 1948–1952：Moshe Pearlman（英语：Moshe Pearlman）中校
- 1952–1953：Aminadav Fry中校
- 1953–1955：Nahman Karni上校
- 1955–1957：Nehemiah Brosh上校
- 1957–1959：Shaul Ramati中校
- 1959–1963：Dov Sinai中校
- 1963–1967：Aryeh Shalev上校
- 1967–1969：Rafael Efrat上校
- 1969–1973：Yossi Calev上校
- 1973–1974：Pinhas Lahav准將
- 1974–1975：Efraim Poran准將
- 1975–1976：Dov Sion准將
- 1976–1977：Yoel Ben Porat准將
- 1977–1979：Yitzhak Golan上校
- 1979–1984：Ya'akov Even准將
- 1984–1989：Efraim Lapid准將
- 1989–1991：Nachman Shai（英语：Nachman Shai）准將
- 1991–1994：Eilan Tal准將
- 1994–1996：Amos Gilad准將
- 1996–1999：Oded Ben Ami准將
- 2000–2002：Ron Kitri准將
- 2002–2005：Ruth Yaron（英语：Ruth Yaron）准將（首位女性發言人）
- 2005–2007：Miri Regev（英语：Miri Regev）准將
- 2007–2011：Avi Benayahu（英语：Avi Benayahu）准將
- 2011–2013：Yoav Mordechai（英语：Yoav Mordechai）准將[2]
- 2013–2017：Moti Almoz（英语：Moti Almoz）准將
- 2017–2019：Ronen Manelis（英语：Ronen Manelis）准將
- 2019–2021：Hidai Zilberman准將
- 2021–2023：Ran Kochav（英语：Ran Kochav）准將
- 2023–2025：丹尼尔·哈加里准將